# Сентинео, Ной
Ной Сентине́о (англ. Noah Centineo; род. 9 мая 1996, Майами, Флорида, США) — американский актёр, наиболее известный по ролям Хесуса Фостера в последних трех сезонах телесериала «Фостеры» и Питера в фильме «Всем парням, которых я любила раньше» и его продолжениях.

## Биография
Сентинео родился в Майами, Флорида, в семье Келли Джанел и Грегори Винсента Сентинео, исполнительного продюсера фильмов. Ной заявил, что он наполовину итальянец, голландец и немного коренной американец. Он вырос в городе Бойнтон-Бич, Флорида, и обучался в  BAK Middle School of the Arts и в Boca Raton Community High School, где играл в футбол. В 2012 году он переехал в Лос-Анджелес.
В 2009 году Ной снялся в главной роли семейного фильма «Золотые ретриверы», в котором сыграл роль Джоша Питерса. Затем он появился в 3 эпизодах телесериала Disney «Остин и Элли» и эпизоде сериала «Танцевальная лихорадка!». В 2014 году Сентинео снялся в романтической комедии «Как создать идеального парня» в роли Джейдена Старка. В том же году получил роль Бена в телесериале Growing Up and Down, который был закрыт после выхода пилота. В 2015 году получил роль Хесуса Адамса Фостера в телесериале «Фостеры», заменив актёра Джейка Ти Остина. За эту роль он был номинирован на премию Teen Choice Awards в категории Choice Summer TV Star: Male.
В 2017 году Ной исполнил роль Хоука в веб-сериале «Отмеченные». В том же году он снялся в клипе Камилы Кабельо «Havana». В 2018 году снялся в двух оригинальных фильмах компании Netflix: он сыграл роль Питера в фильме «Всем парням, которых я любила раньше» и роль Джейми в фильме «Сьерра Берджесс — неудачница». В 2019 году был выбран на роль Брукса Рэттингана в фильме «Идеальное свидание», а также получил одну из главных ролей в предстоящем фильме «Ангелы Чарли».
20 марта 2019 года стало известно, что Ной ведет переговоры, чтобы сыграть Х-Мена в фильме «Властелины вселенной», который будет основан на одноименной франшизе.

## Фильмография
| Год       |     | Русское название                     | Оригинальное название                  | Роль                           |
| --------- | --- | ------------------------------------ | -------------------------------------- | ------------------------------ |
| 2008      | ф   | Золотые ретриверы                    | The Gold Retrievers                    | Джош Питерс                    |
| 2011      | ф   | —                                    | Turkles                                | Дэвид                          |
| 2011—2012 | с   | Остин и Элли                         | Austin & Ally                          | Даллас                         |
| 2012      | кор | Игра слов                            | Wordplay                               | Картер Филлипс                 |
| 2013      | с   | Марвин Марвин                        | Marvin Marvin                          | Блейн Хотман                   |
| 2013      | с   | Танцевальная лихорадка!              | Shake It Up                            | Монро                          |
| 2013      | с   | —                                    | #TheAssignment                         | разные персонажи               |
| 2013      | с   | Айронсайд                            | Ironside                               | второй мальчик                 |
| 2014      | с   | Джесси                               | Jessie                                 | Рик Ларкин                     |
| 2014      | ф   | —                                    | Abraham & Sarah, the Film Musical      | юный Ишмаэль                   |
| 2014      | тф  | Как создать идеального парня         | How to Build a Better Boy              | Джейден Старк                  |
| 2014      | с   | Телеведущие                          | Newsreaders                            | Джош                           |
| 2014      | с   | Ох, уж этот папа                     | See Dad Run                            | Карсон                         |
| 2014      | тф  | —                                    | Growing Up and Down                    | Бен                            |
| 2014      | ф   | —                                    | Another Assembly                       | Гейб                           |
| 2014—2018 | с   | Фостеры                              | The Fosters                            | Хесус Адамс Фостер             |
| 2016      | кор | —                                    | Penguin Flu                            | Брэндон                        |
| 2017      | ф   | —                                    | SPF-18                                 | Джонни Сандерс-младший         |
| 2017      | ф   | Необратимое                          | Can’t Take It Back                     | Джейк Робертс                  |
| 2017—2018 | с   | Отмеченные                           | Tagged                                 | Хоук                           |
| 2018      | ф   | Всем парням, которых я любила раньше | To All the Boys I’ve Loved Before      | Питер                          |
| 2018      | ф   | Сьерра Берджесс — неудачница         | Sierra Burgess Is a Loser              | Джейми                         |
| 2018      | ф   | Свайпни                              | Swiped                                 | Лэнс Блэк                      |
| 2019      | ф   | Идеальное свидание                   | The Perfect Date                       | Брукс Раттиган                 |
| 2019      | ф   | Ангелы Чарли                         | Charlie’s Angels                       | Лэнгстон                       |
| 2019      | с   | Приятные хлопоты                     | Good Trouble                           | Хесус Адамс Фостер             |
| 2020      | ф   | Всем парням: P.S. Я люблю тебя       | To All the Boys: P.S. I Still Love You | Питер                          |
| 2021      | ф   | Всем парням: С любовью…              | To All the Boys: Always and Forever    | Питер                          |
| 2022      | ф   | Чёрный Адам                          | Black Adam                             | Эл Ротстайн / Крушитель Атомов |
| 2022—2025 | с   | Рекрут                               | The Recruit                            | Оуэн Хендрикс                  |
| 2023      | ф   | Герой наших снов                     | Dream Scenario                         | Дилан                          |
| 2025      | ф   | Под огнём                            | Warfare                                | Брайан                         |

## Награды и номинации
| Год  | Награда             | Категория                  | Название работы                      | Результат | Прим.  |
| ---- | ------------------- | -------------------------- | ------------------------------------ | --------- | ------ |
| 2017 | Teen Choice Award   | Choice Summer TV Star Male | Фостеры                              | Номинация | [ 9 ]  |
| 2019 | Kids’ Choice Awards | Лучший киноактёр           | Всем парням, которых я любила раньше | Победа    | [ 17 ] |